# Дэн Хуа
Дэн Хуа (кит.: 鄧華; пиньинь: Dèng Huá; 28 апреля 1910 — 3 июля 1980) — генерал Китайской Народно-освободительной армии. Был заместителем командующего Народной добровольческой армией. После того, как маршал Пэн Дэхуай вернулся в Китай для лечения, Дэн Хуа стал исполняющим обязанности командующего и политическим комиссаром.

## Ранняя жизнь и военная карьера
Дэн Хуа родился в провинции Хунань в 1910 году. Вступил в Коммунистическую партию Китая в марте 1927 года. В феврале 1928 года он участвовал в восстании Сяннань, возглавляемом Чжу Дэ и Чэнь И, и служил офицером 7-й дивизии Китайской Красной армии. Приняв участие в Великом походе и прибыв в северный Шэньси, он учился в Школе Красной Армии (Контръяпонский военно-политический университет), затем занимал должности директора политического отдела Второго дивизиона Красной Армии и политического комиссара 1-й дивизии Красной Армии.
Во время Второй японо-китайской войны Дэн Хуа был политическим комиссаром 1-й дивизии и командиром 5-й дивизии. Во время гражданской войны в Китае он первоначально занимал должность заместителя командующего Северо-Востоком, а затем принимал активное участие в захвате Гуандуна и Хайнаня.
Помимо военной карьеры, он также был выпускником Центральной партийной школы Коммунистической партии Китая.

## Корейская война
В 1950 году Дэн Хуа стал первым заместителем командующего Китайской народной добровольческой армией и был главным помощником маршала Пэн Дэхуая. В июле 1951 года он участвовал в военных переговорах по прекращению войны, а после провала переговоров он предложил изменения в Плане шестой кампании. Это предложение было одобрено председателем Мао Цзэдуном. Когда возглавляемые США силы ООН начали «Осеннее наступление», Дэн приказал добровольцам остановить вражескую атаку и одержать крупную победу. После того, как Пэн Дэхуай вернулся в Китай в 1952 году, Дэн Хуа служил командиром и политическим комиссаром Народной добровольческой армии, а осенью 1952 года командовал контратакой, которая привела к подписанию Корейскому соглашению о перемирии в 1953 году.

## Последние годы жизни
После возвращения в Китай в апреле 1954 года Дэн стал командующим Шэньянским военным округом (пробыл в должности до 1959 года). В сентябре 1956 года на Восьмом национальном конгрессе КПК он был избран членом Центрального комитета Коммунистической партии Китая. В том же году он посетил Югославию и Болгарию в составе официальной китайской делегации.
В 1959 году он был уволен из НОАК как ближайший соратник Пэн Дэхуая и позже подвергся преследованиям во время Культурной революции. Однако в 1977 году, после окончания Культурной революции, Дэн был полностью реабилитирован и восстановлен в своем воинском звании, а также стал вице-президентом Китайской академии наук.
Умер в Шанхае 3 июля 1980 года в возрасте 70 лет. В официальном некрологе ЦК КПК высоко оценил его: «Товарищ Дэн Хуа был верен партии и верен народу, придерживаясь правильной линии партии. Он был выдающимся членом нашей партии, прекрасным военачальником и политическим деятелем».